# Piennes-Onvillers
Piennes-Onvillers település Franciaországban, Somme megyében. Lakosainak száma 385 fő (2022. január 1.). Piennes-Onvillers Boulogne-la-Grasse, Le Frestoy-Vaux, Assainvillers, Faverolles, Fescamps, Laboissière-en-Santerre, Remaugies és Rollot községekkel határos.

## Népesség
A település népességének változása:
| Lakosok száma | 360  | 366  | 368  | 363  | 368  | 371  | 373  | 374  | 385  |
|               | 2013 | 2015 | 2016 | 2017 | 2018 | 2019 | 2020 | 2021 | 2022 |